# Конституция Коста-Рики 1871 года

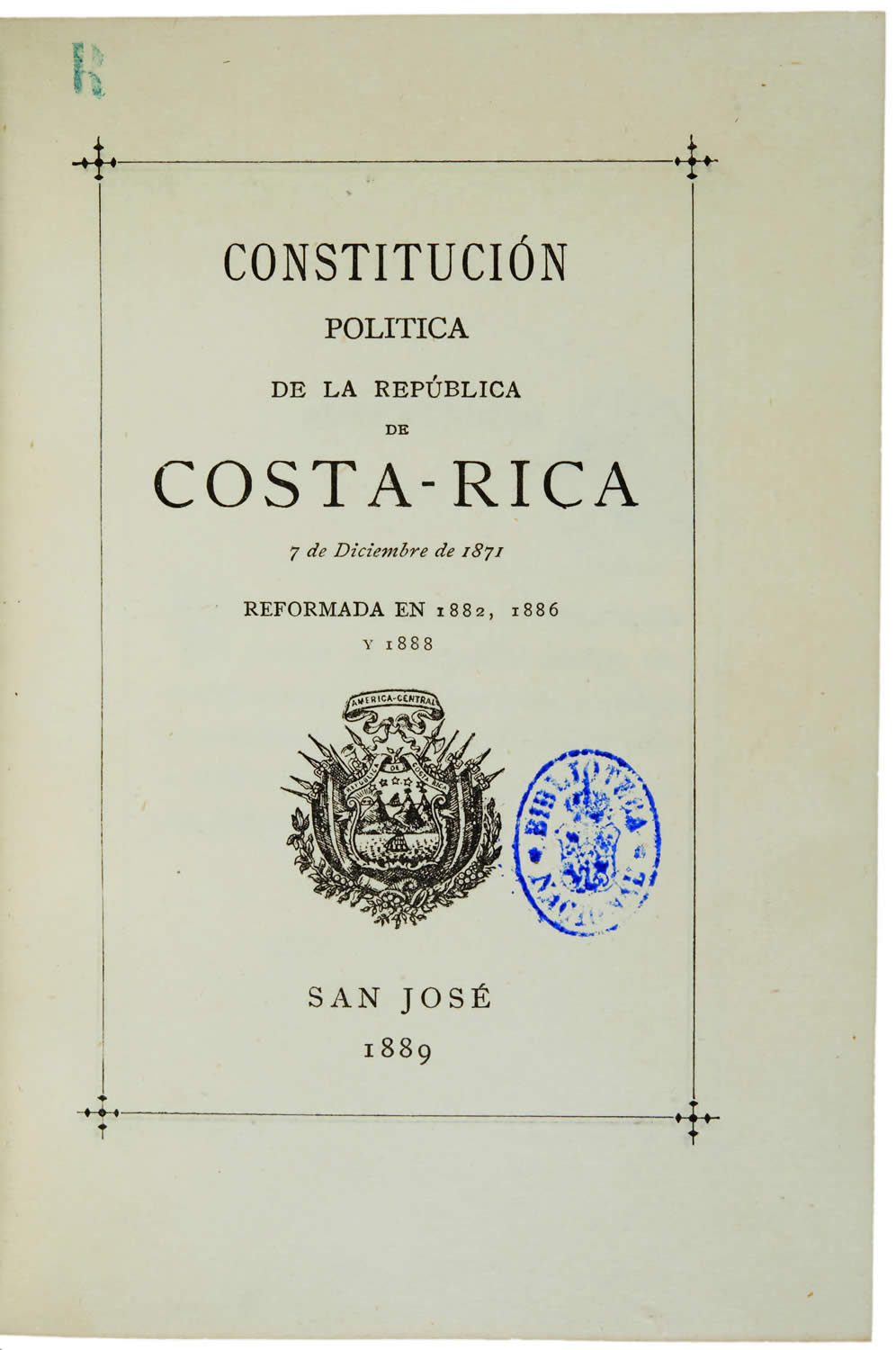
Конституция 1871 года в Национальной библиотеке Коста-Рики.

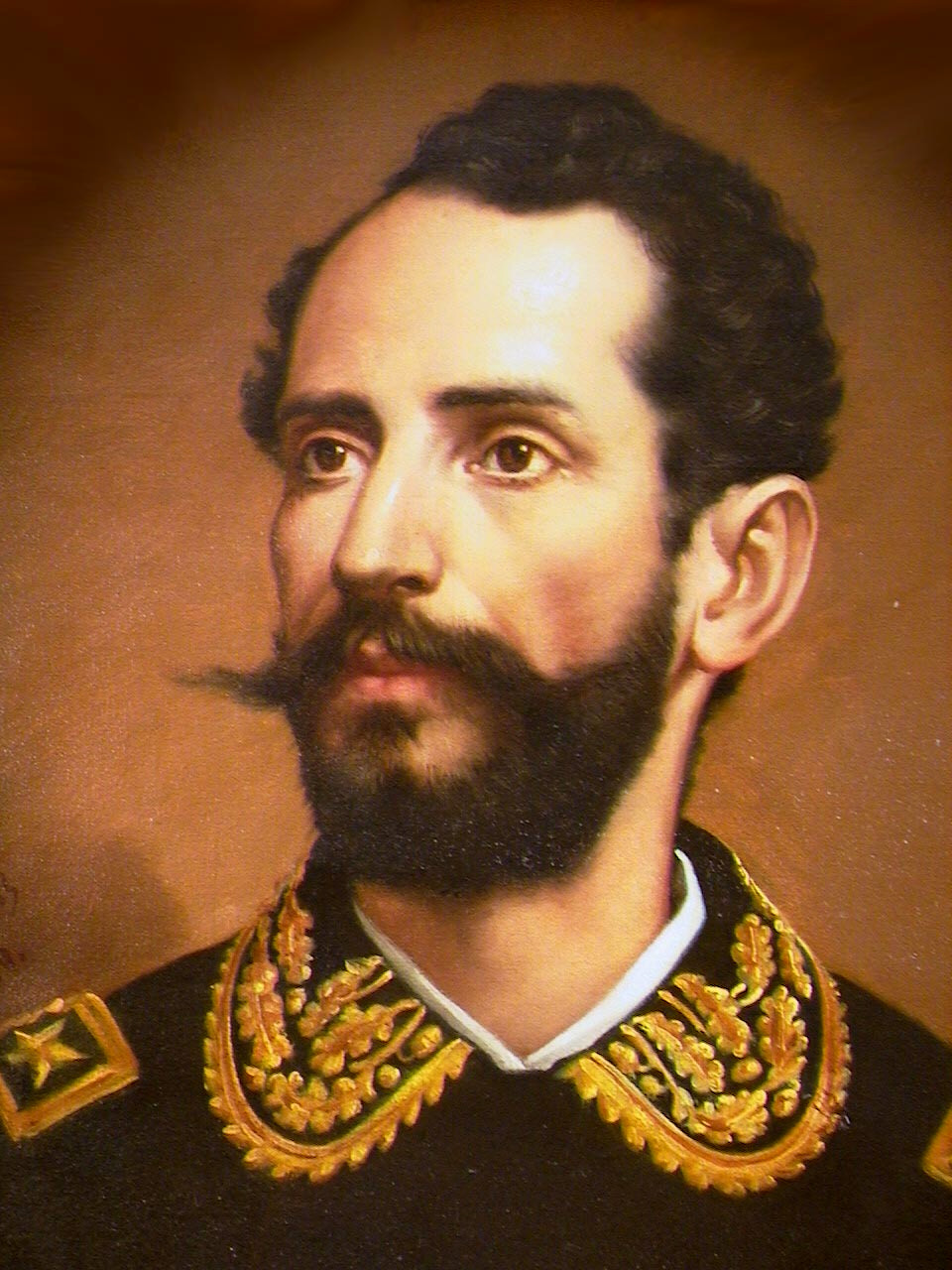
Томас Гуардия

Конституция Коста-Рики 1871 года — самая продолжительная действовавшая конституция в истории страны. За исключением коротких периодов, она действовала с 1871 по 1949 год. Написанная под сильным влиянием либералов и их идей Конституция 1871 года была достаточно новаторской для своего времени. Так, среди прочего, в ней была отменена смертная казнь, провозглашалась свобода вероисповедания, поддерживалось образование и разделение властей Республики на три ветви.

## История
В 1870 году временный президент Коста-Рики Бруно Карранса Рамирес созвал Конституционную ассамблею незадолго до того момента, как уйти в отставку, после чего пост президента занял генерал Томас Гуардия. Ассамблея временно сохранила действие Конституции 1859 года, но 10 октября 1870 года Гуардия распустил ассамблею. 12 августа 1871 года состоялись выборы депутатов новой Конституционной ассамблеи. Она работала с октября того же года и до 7 декабря 1871 года, когда была принята новая Конституция.
Выборы депутатов Конституционной ассамблеи, созванных президентом Гуардией и состоявшихся в августе 1871 года, пришлись на тот момент, когда Карранса подал в отставку под давлением Гуардии, опиравшегося на армию, которой командовал. По причине напряжённости между Гуардией и сторонниками Каррансы, Гуардия и распустил Ассамблею и назначила новые выборы, используя другой Избирательный закон. В отличие от выборов 1870 года, Карранса решил использовать закон своего собственного творения, изданный 20 июня 1871 года. Он устанавливал в качестве требований для избирателей возраст старше 25 лет, наличие имущества стоимостью не менее одной тысячи песо или годовой доход в пятьсот песо, а священникам, солдатам и судебным чиновникам было и вовсе запрещено голосовать.
Гуардия изменил закон перед началом этих выборов, помимо всего прочего, отменив экономические требования и позволив представителям духовенства, судебных органов и военным голосовать и быть избранными депутатами, при этом к избирателям предъявлялись следующие требования: они должны быть старше 25 лет, уметь читать и писать и быть жителями тех провинций, в которых они голосовали. Национальный конституционный конвент успешно провёл работы по написанию Конституции 1871 года, которая действовала дольше всех остальных в стране. За исключением очень короткого периода времени, Гуардия оставался у власти в качестве диктатора вплоть до своей смерти в 1882 году. В течение этого времени проходили только муниципальные выборы, а две попытки созвать новых избирателей в 1876 и 1880 годах не были успешны.